# Růže Banksové
Růže Banksové (Rosa banksiae) je stálezelný, vzrůstný liánovitý keř z širokého rodu růže (Rosa). Pochází z Číny, v teplejších oblastech celého světa je pěstován pro okrasu v několika kultivarech. Jméno bylo zvoleno na počest lady Dorothey Banksové, manželky britského botanika a ředitele Královských botanických zahrad v Kew sira Josepha Bankse.

## Popis
Bujně rostoucí, stálezelený keř nabývající růstové formy opíravé liány, který může dorůstat délky obvykle 6, méně často až 15 metrů, na vhodné opoře i více. Větve jsou hnědočervené, řídce porostlé hákovitě zahnutými ostny. Listy jsou lichozpeřené, dlouze řapíkaté, 3–7četné, s lístky až 6 cm dlouhými, leskle zelenými a dlouze špičatými. Na rozdíl od téměř všech ostatních růží má volné (tj. nepřirostlé) a záhy opadavé palisty. Pětičetné květy vyrůstají v bohatých chocholičnatých květenstvích, jsou relativně drobné (průměr jen 1,5–3 cm), bílé či nažloutlé, i v přirozeném prostředí někdy s tendencí k plnokvětosti; některé varianty silně voní po fialkách, jiné jsou nevonné. Šípky jsou kulovité, velmi drobné (méně než 0,5 cm), s opadavými kališními lístky.

## Ekologie a rozšíření
Přirozeným areálem výskytu je subtropická střední Čína, především provincie S´-Čchuan a Jün-nan, kde se vyskytuje v nadmořských výškách 500–1500, někdy až 2200 m. Tvoří zde vysoké houštiny podél říčních toků a cest, prorůstá křoviny a popíná se po stromech.

## Pěstování
Široce pěstována jako okrasný keř k popínání treláží, plotů a podobně. Existuje několik kultivarů a forem, například bílá plnokvětá var. banksiae nebo žlutý kultivar 'Lutescens'. Do Evropy byla poprvé uvedena roku 1807, platně popsána o 4 roky později. Celoročně venku ji lze pěstovat v oblastech, kde teploty klesají maximálně k −4 až −7 °C, v Evropě tedy např. v západních oceanických oblastech nebo ve Středomoří. Některé varianty snesou i chladnější klima, v němž se však chovají jako opadavé keře. Na půdu i péči je nenáročná. Pravděpodobně největší růžový keř na světě je pěstován v městečku Tombstone v Arizoně; byl vysazen na dvoře místního hostince roku 1885 a pokrývá plochu 840 m2 (9000 čtverečních stop).

## Další využití
V tradiční čínské medicíně se výtah přidává do mastiček proti otokům kloubů.

## Galerie

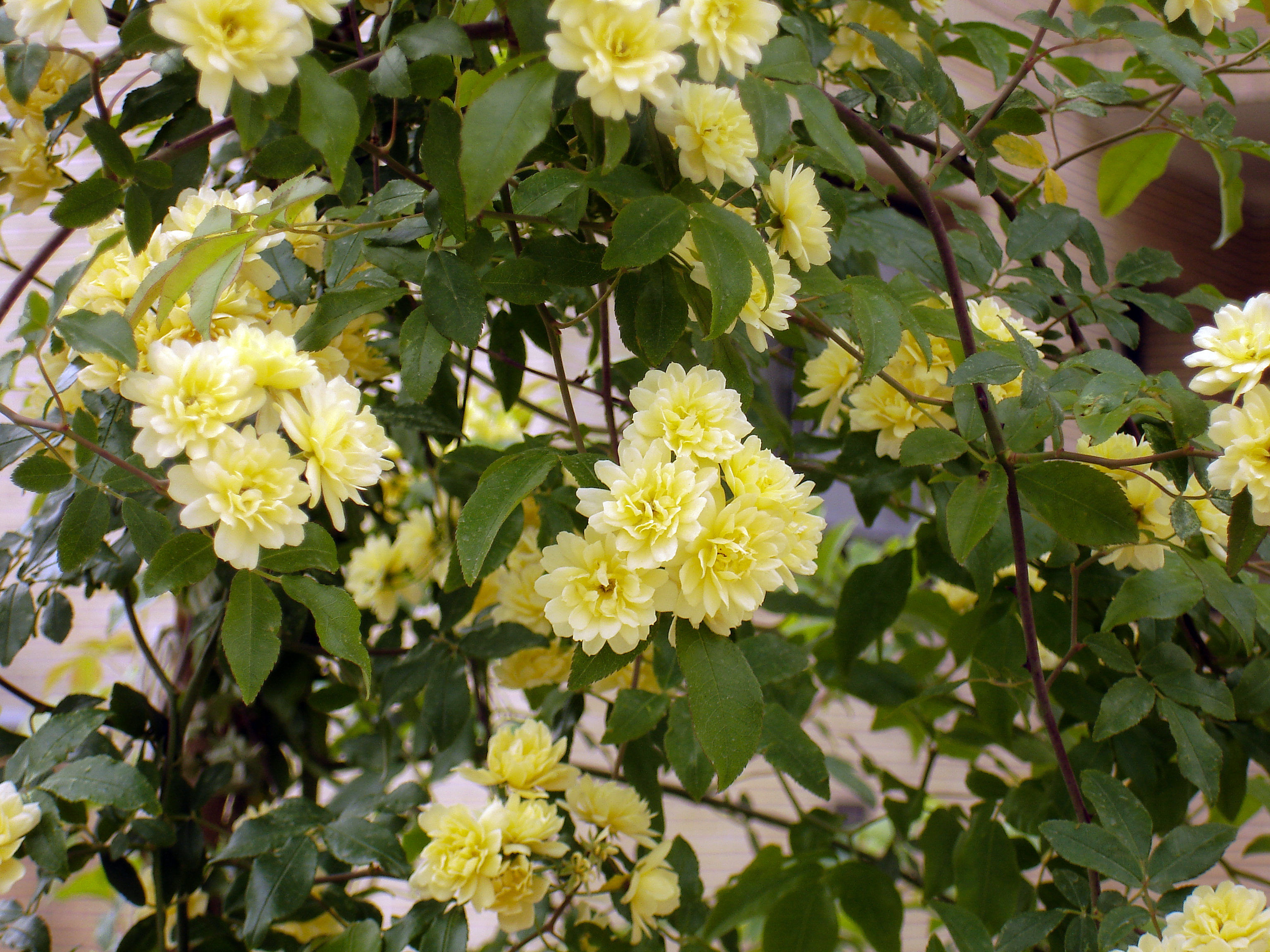
Růže Banksové
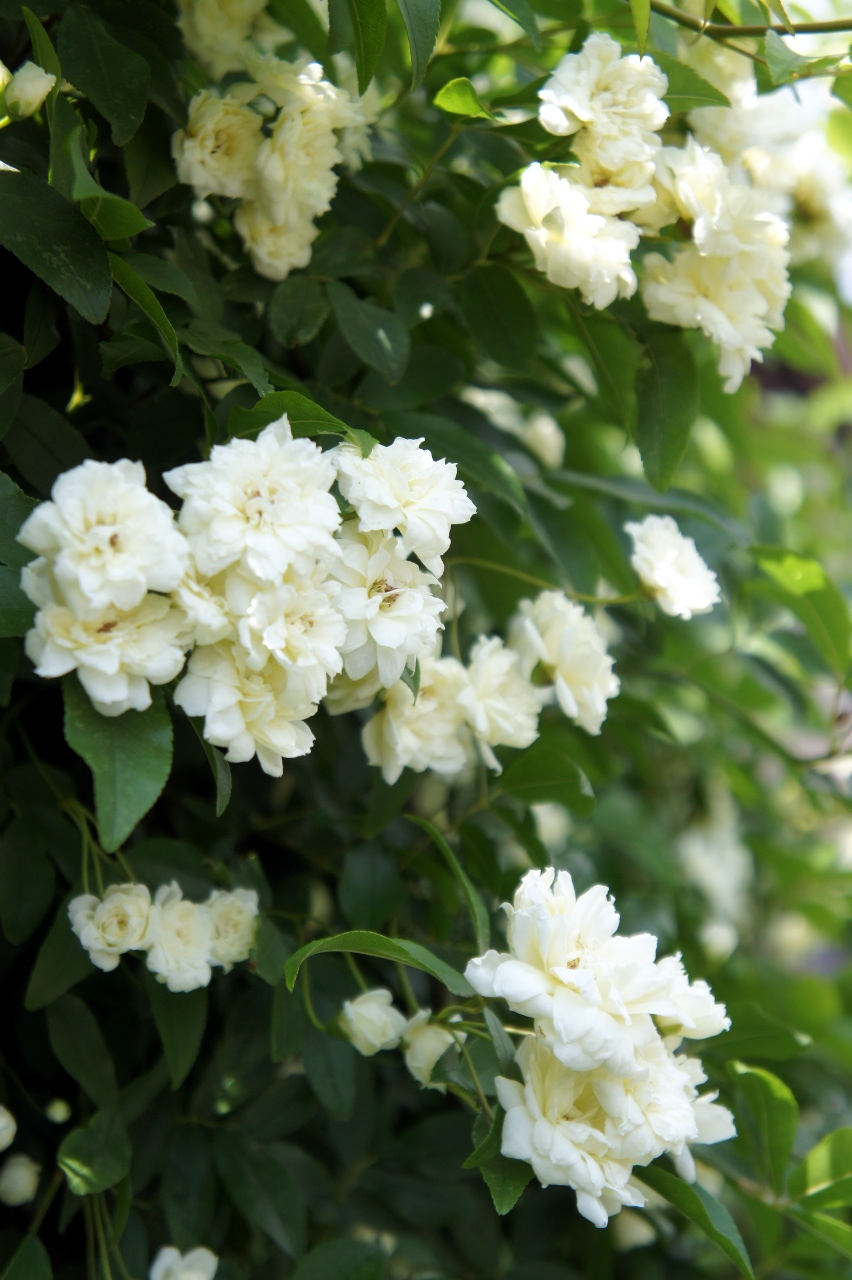
Rosa banksiae var. banksiae
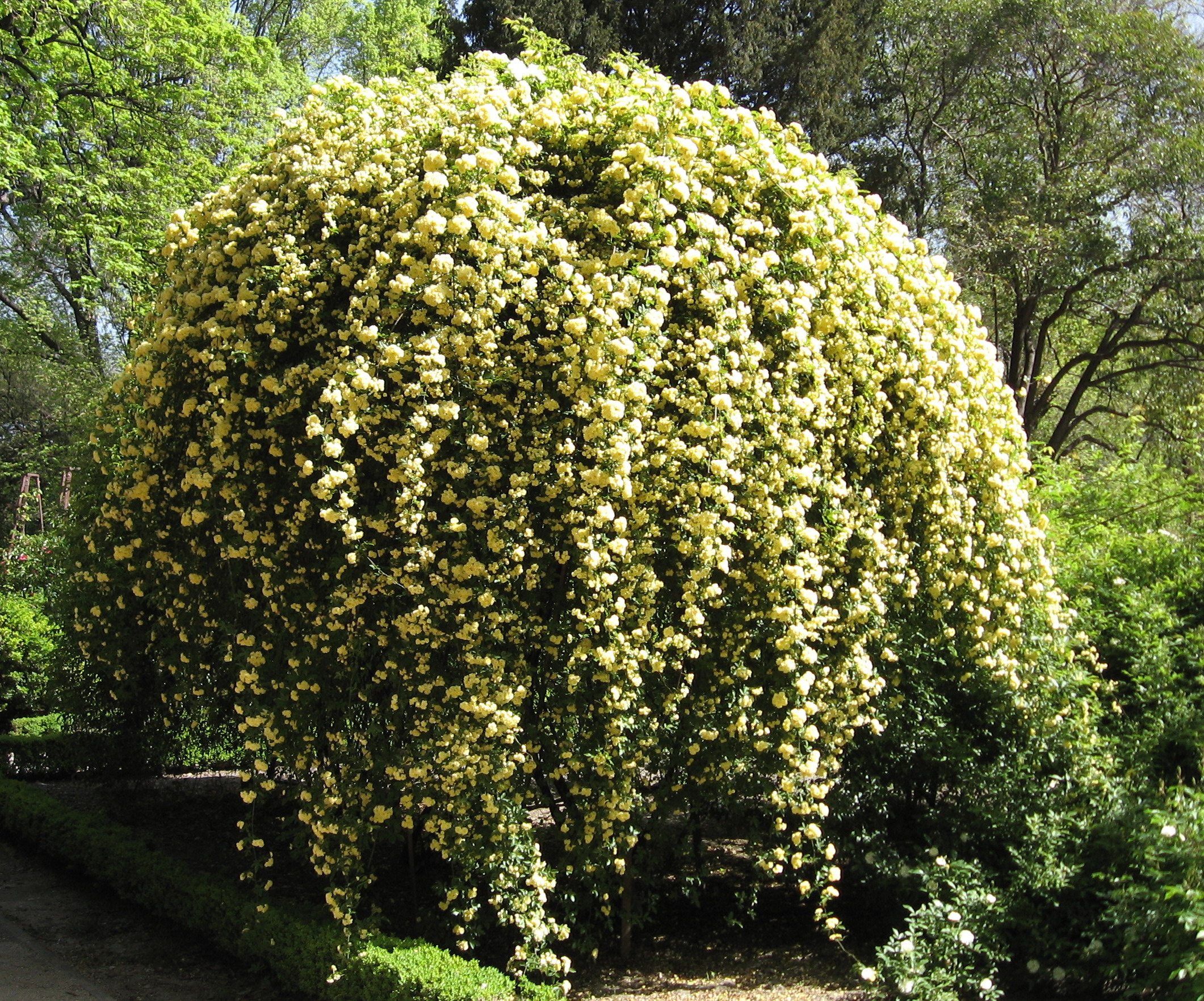
Rosa banksiae 'Lutea'
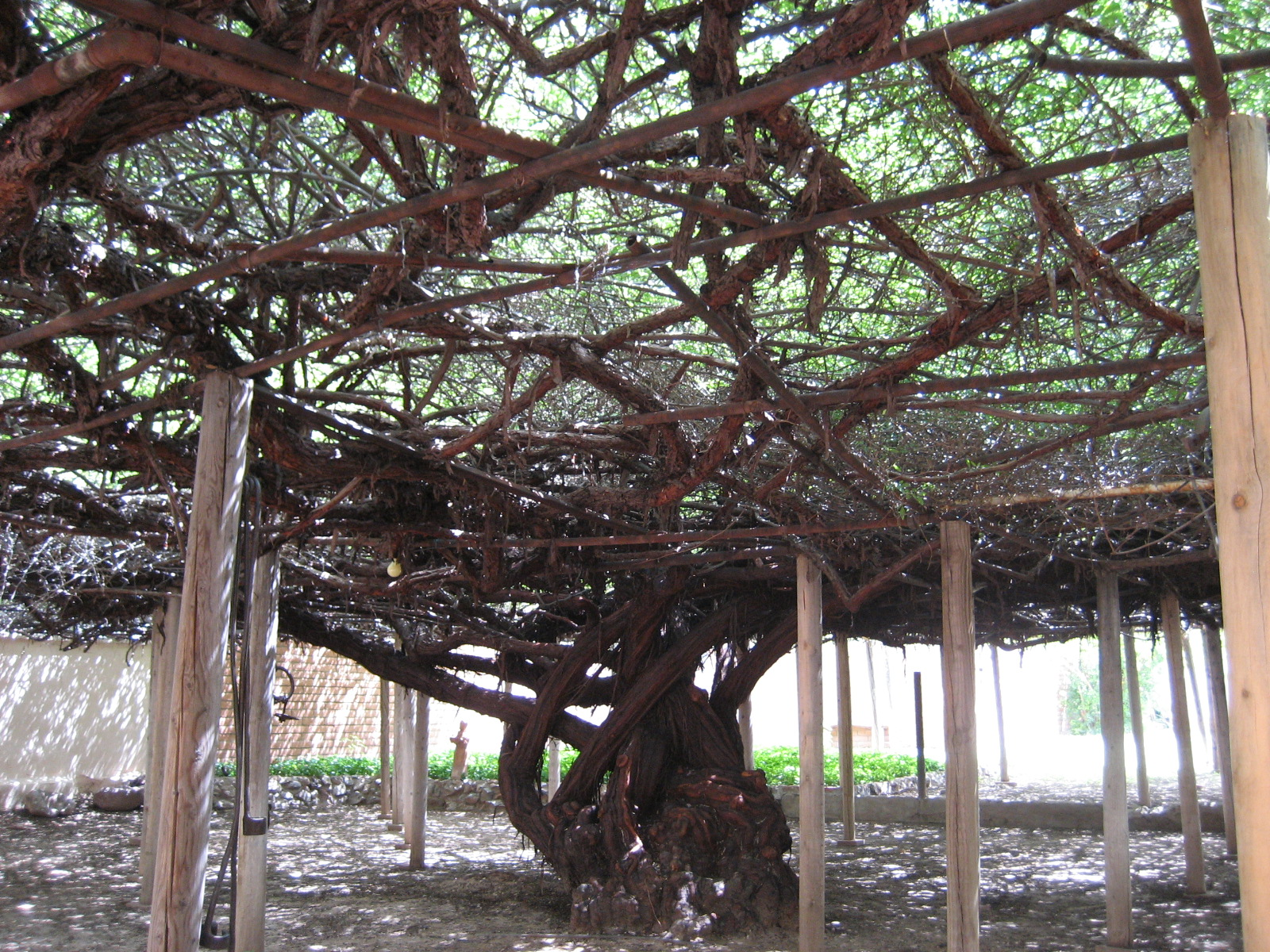
Kmen růžového keře v arizonském Tombstone
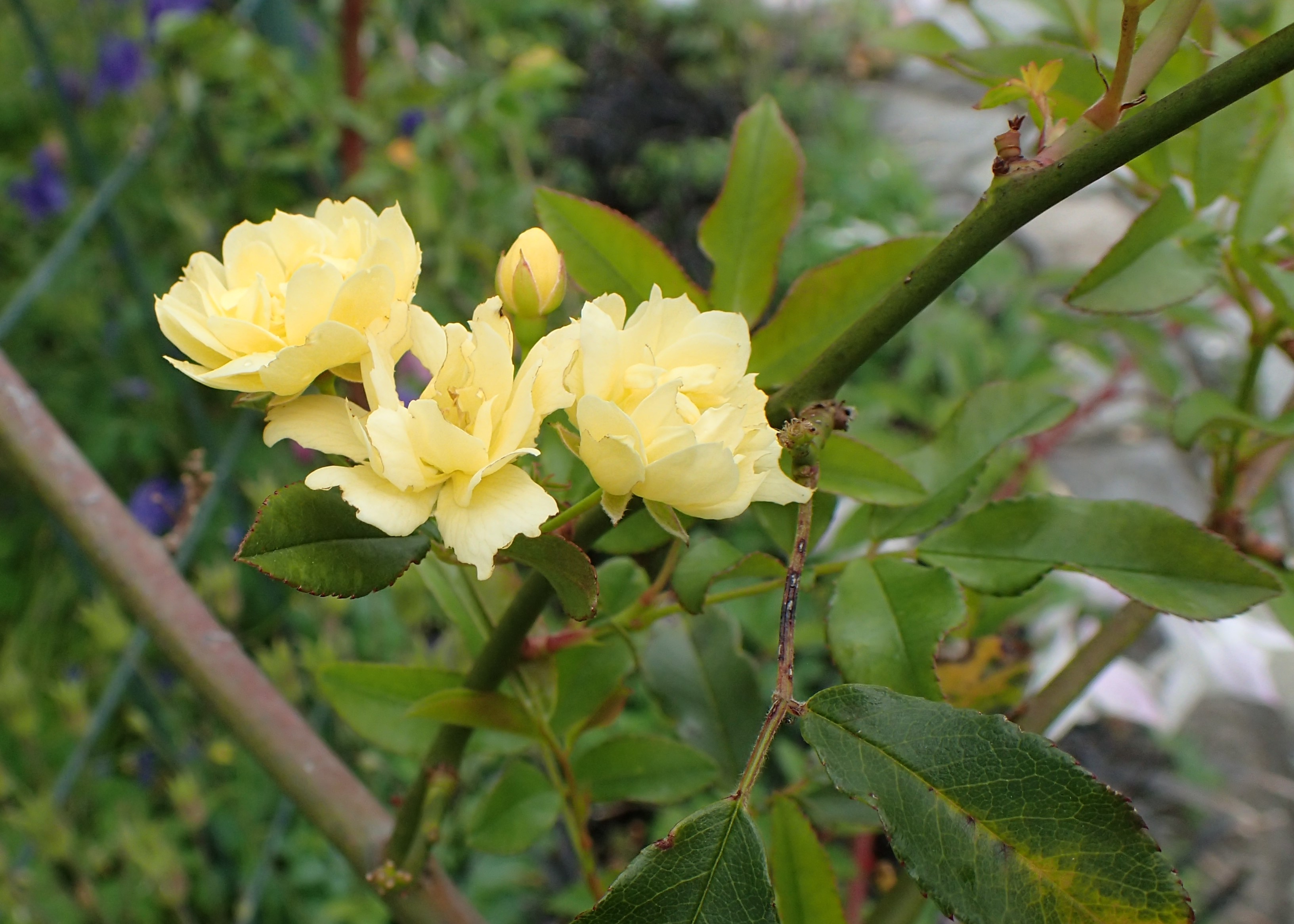
Rosa banksiae var. lutescens – plnokvětá forma
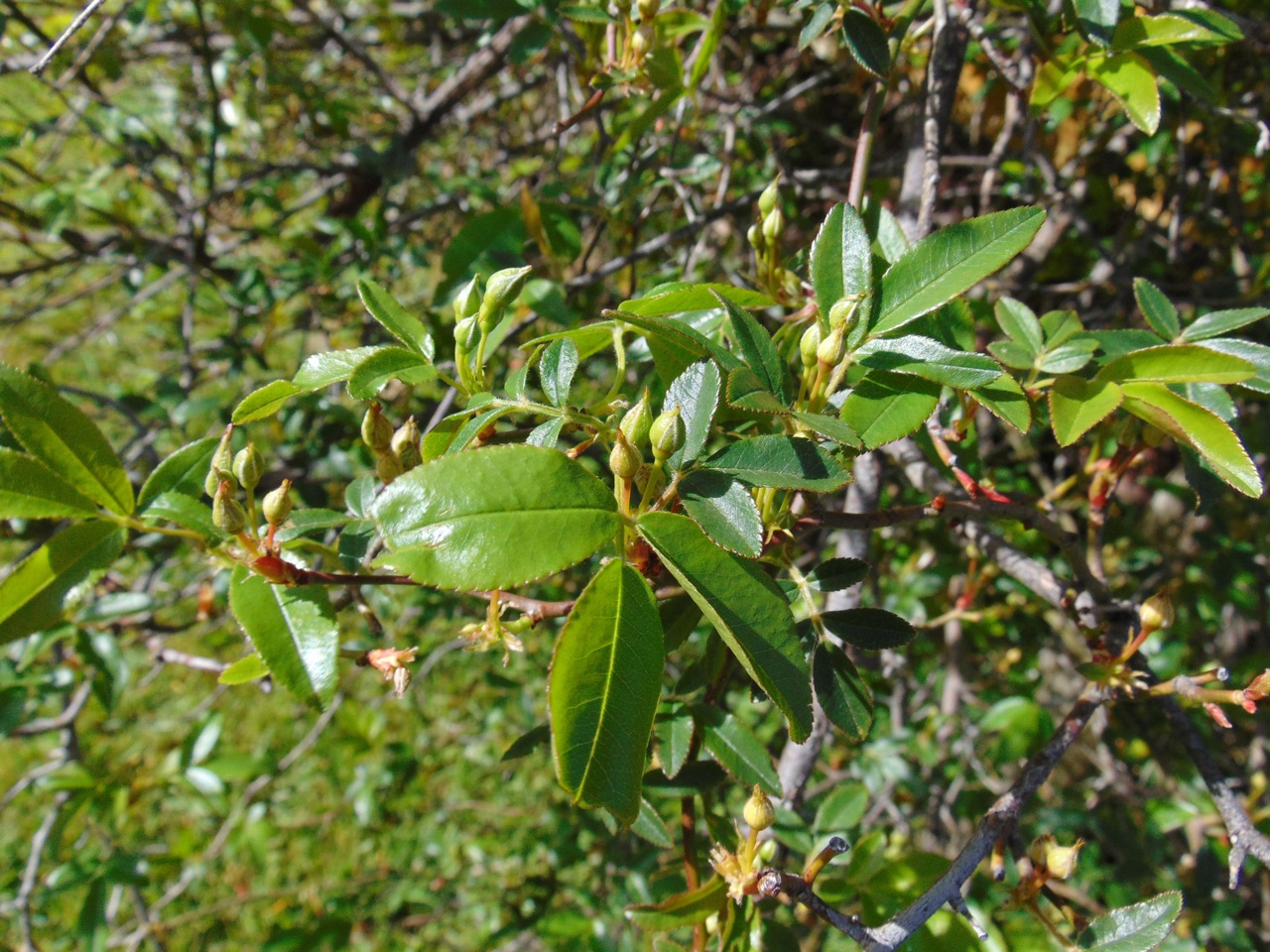
Listy a poupata
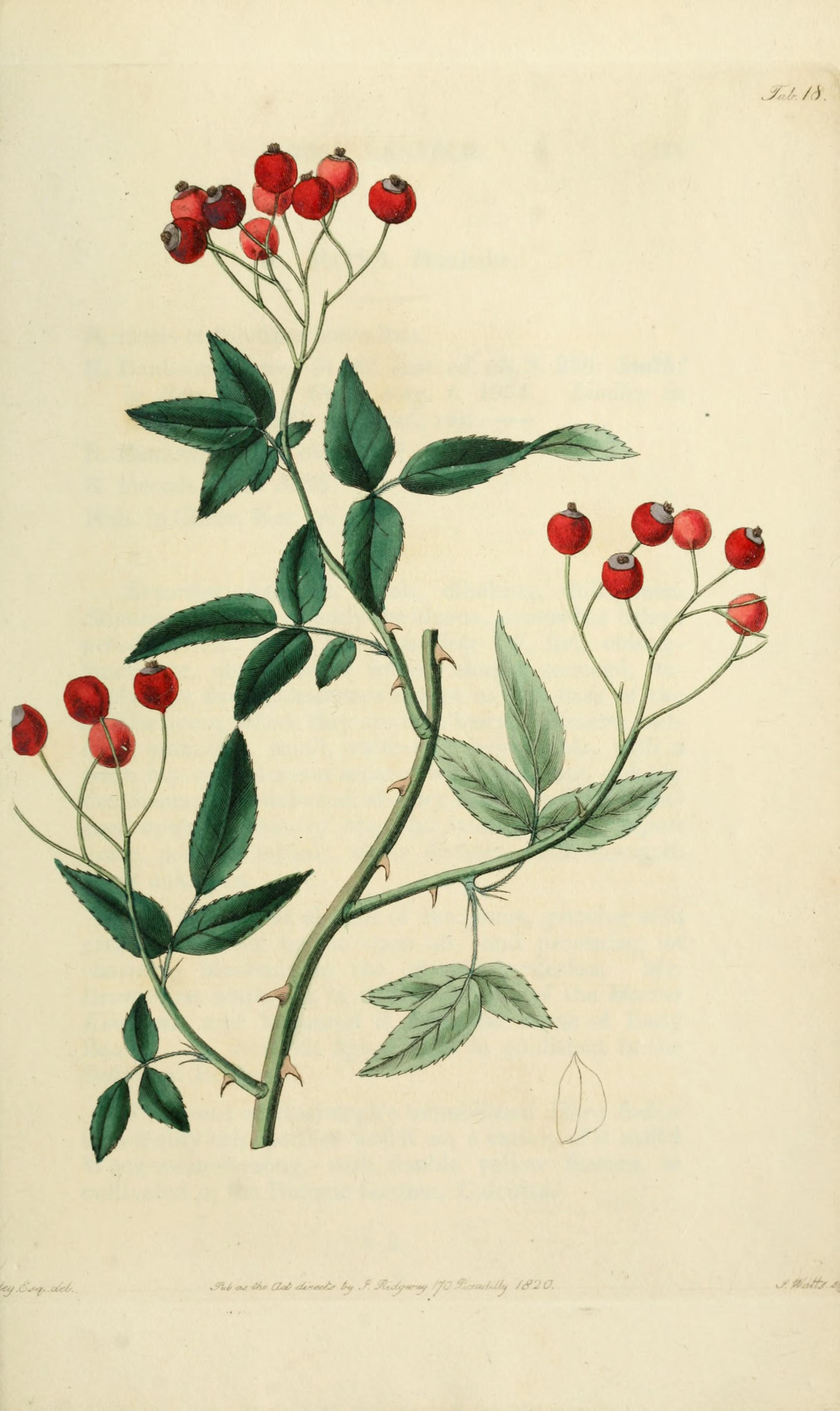
Šípky růže Banksové na botanické ilustraci